# Бюркув-Малий
Бюркув-Малий (пол. Biórków Mały) — село в Польщі, у гміні Конюша Прошовицького повіту Малопольського воєводства.
Населення — 386 осіб (2011).
У 1975-1998 роках село належало до Краківського воєводства.

## Демографія
Демографічна структура станом на 31 березня 2011 року:
|          | Загалом | Допрацездатний вік | Працездатний вік | Постпрацездатний вік |
| -------- | ------- | ------------------ | ---------------- | -------------------- |
| Чоловіки | 195     | 39                 | 138              | 18                   |
| Жінки    | 191     | 32                 | 123              | 36                   |
| Разом    | 386     | 71                 | 261              | 54                   |